# アーネスト・スターングラス
アーネスト・スターングラス （Ernest Joachim Sternglass、1923年9月24日 - 2015年2月12日）は、元ピッツバーグ大学名誉教授、「放射線と公衆衛生プロジェクト」の責任者である。アメリカの物理学者、作家であり、核兵器の大気圏内実験や原子力発電所からの低レベル放射線の健康リスクに関する物議を醸した研究でよく知られている。

## 経歴
ベルリン生まれ。両親はユダヤ人の物理学者。1938年、ドイツを離れる。16歳で高校を卒業しコーネル大学に入学。
国防省海軍兵器研究所、Westinghouse Research Laboratoryに勤務、多数のプロジェクトに関わった。
1967年、ピッツバーグ大学医学部放射線学科に移り、名誉教授に就任した。1990年代初頭まで、医療用画像処理におけるデジタルX線技術の開発を主導した。
「放射線と公衆衛生プロジェクト」（RPHP）のディレクター、共同設立者、最高技術責任者だった。2015年2月12日、ニューヨーク州イサカで心不全のため亡くなった。

## 放射線の害に関する主張
1960年代初頭、スターングラスはアリス・スチュワートの仕事を知ることになった。スチュワートはオックスフォード大学予防医学部の部長で、英国における低レベル放射線の影響に関する先駆的な研究を担っていた。スチュワートは、胎児にわずかな量の放射線を浴びせると、その子が白血病やがんにかかる可能性が2倍になることを発見していた。
1960年代、スターングラスは、核放射性降下物が乳幼児に与える影響について研究した。彼は、白血病や癌の増加だけでなく、乳児死亡率の大幅な上昇を主張した。1963年、彼は「癌：出生前放射線と小児期の疾病の発生との関係」という論文をサイエンス誌に発表した。
1969年、スターングラスは40万人の乳児が放射性降下物によって引き起こされた医学的問題、特に病気に対する抵抗力の低下と出生体重の減少のために死亡したという結論に達した。Esquire誌の記事で彼は、対弾道ミサイル（ABM）システムの核爆発による放射性降下物でアメリカの全ての子供が死ぬだろうと主張した。 この主張は1989年にディクシー・リー・レイによって歪曲された。彼女は人為的な地球温暖化を「現在の恐怖」として否定する論説の中で、スターングラスはすべての核兵器実験についてこのように言ったと主張した。  フリーマン・ダイソンは、原子力科学者会報でABMシステムに関する議論を取り上げ、スターングラスに同意していないことを認めたが、次のように述べた。
証拠はスターングラスが正しいことを証明するには十分ではない。しかし本質的な点は、スターングラスが正しいかもしれないということである。世界規模の放射性降下物による影響の不確実性は非常に大きいため、スターングラスの数字をファンタジーとして否定する正当な理由はない。
1971年、スターングラスは、原子力産業施設に近接して生活する地域社会で乳児死亡率が上昇すると主張した。彼の研究には、いくつかの原子力発電所と核燃料再処理施設が含まれていた。彼は原子力産業排出物の許容限度を設定する際、「アメリカ原子力委員会（AEC）は胎児の感受性を著しく誤って判断した」と主張した。
1974年、スターングラスはペンシルベニア州シッピングポートで、放射線レベルが上昇し、がんと乳児死亡率が増加していることを確認した。これを受けて、ペンシルバニア州知事のミルトン・シャップ氏が科学的検証を始めた。レビューでは、「シッピングポートの操業による環境放射線被曝と住民の死亡率上昇との間に関係があったかもしれないという事実を排除することは不可能である」と結論づけられた。
1979年、スターングラスは放射性降下物の影響に関する分析を、高校生に見られる学業不振を含む行動障害にまで拡大し始めた。
その後、彼は犯罪率の増加やエイズによる死亡率の増加について放射能を非難するようになった。

## 批判的な反応
放射線の健康影響に関するスターングラスの研究のきっかけとなったアリス・スチュワートは、1969年の彼との出会いについて次のように述べ、断固として否定している。
スターングラスは、私たちの発見にとてつもなく興奮していた。しかし、彼は我々が言ったことを著しく誇張しており、これについては『ニュー・サイエンティスト』誌でコメントしている。私たちが言ったのは、子供が癌で死ぬ確率が2倍になったということだけなのに、胎児のX線撮影によって乳児死亡率が2倍になったといった。スターングラスは私たちの研究の支援者だったが、彼は私たちの数字を非常に誤解しており、私たちの統計をそのように誤用させるわけにはいかなかった。
スターングラスの1972年の『低レベル放射線』（ Bulletin of the Atomic Scientists）についてのレビューは、最近の他のレビューと比べて比較的「落ち着いた表現」で、リスク（とそれを公に議論しようとしない原子力産業）に対して人々の関心を集めたとして著者を称賛している。しかし、査読者は、方法論についてはスチュワートにより賛同して、次のように述べた。
結論の出し方が自信過剰である。[中略）彼の方法は、必ずしも制御されていない様々な条件下で、同じ傾向を裏付けると思われる多くの事例を集積するものである。[中略）彼は、明確な傾向を示さない事例よりも好ましい事例を強調し、ある程度の選択性を行使しているように思われる。[中略）彼の仕事は始まりに過ぎないはずです。

## スリーマイル島
1979年4月、スターングラスは、スリーマイル島事故に関する議会の公聴会に招かれ、証言した。その2日後、公聴会が下院から上院に移ると、彼はもう証言は必要ないと言われた。スターングラスは、事故による死亡の可能性があるという証拠を隠蔽しようとする努力がなされていると考えた。
工学と建築の学会で発表された論文で、スターングラスは、その夏にアメリカ北東部で起きた430人を超える乳児の死亡は、大部分がスリーマイル島の放射線放出に起因していると主張した。このため、環境問題を扱う作家の中には、彼がその数字を最低限証明したのだと主張する者もいた。
スターングラスの方法論は、統計を提供した医学研究者（ゴードン・マクラウド）や 自然資源防衛協議会の研究者（アーサー・タンプリン）を含め、いくつかの点で批判された。
- 統計的な有意性を達成できなかったこと（Frank Greenberg, Centers for Disease Control and Prevention, CDC）。
- 甲状腺機能低下症のスクリーニングが1978年まで開始されていなかったため、十分な基準値を欠いていたこと（Greenberg）
- 死ななかった赤ん坊の数に目を向けなかったこと（Gary Stein、CDC）。
- 新生児の男女比が変わっていないことに気づかず、男性は女性よりも胎児の傷害を受けやすいことに気付いていないこと（Stein、George Tokuhata、ペンシルバニア州保健局、疫学部長）。
- 乳児死亡率が非常に低い原子炉に近い地域を無視したこと（Tokuhata）。
- 単に不完全であったこと（タンプリン）。
- 胎児死亡と乳幼児死亡を誤って合成した数値に頼っていたこと（Tokuhata）。

## 宇宙論
スターングラスは、『ビッグバン以前：宇宙の起源』という本も書いており、ルメートル原始原子説の論拠を提示している。彼は、超大質量の相対論的電子・陽電子ペアが元々存在したことを示す技術的データを提供している。この粒子は宇宙の全質量を含み、270回の分裂を経て、現在存在するすべてのものを作り出したという。
E. J. Sternglass, Relativistic Electron-Pair Systems and the Structure of Neutral Mesons, Physical Reviews, 123, 391 (1961). 
E. J. Sternglass, A Model for the Early Universe and the Connection between Gravitation and the Quantum Nature of Matter, Lettere al Nuovo Cimento, 41, 203 (1984).

## 著書
- 反原発科学者連合訳『赤ん坊をおそう放射能 ヒロシマからスリーマイルまで』原著 Secret Fallout. Low-Level Radiation from Hiroshima to Three Mile Island , 1981  新泉社, 1982.6
- 肥田舜太郎訳『死にすぎた赤ん坊 低レベル放射線の恐怖』時事通信社, 1978.8
- ラルフ・グロイブとの共著、肥田舜太郎,竹野内真理訳『人間と環境への低レベル放射能の脅威 福島原発放射能汚染を考えるために』原題  The Petkau effect （ペトカウ効果）あけび書房, 2011.6
- Before the Big Bang: The Origins of the Universe , 1997 （ビッグバン以前‐宇宙の起源）